# منیخوو (استان اشوی‌داشکسیه)
منیخوو (به لهستانی: Mnichów) یک منطقهٔ مسکونی در لهستان است که در گمینا یندژیوو واقع شده‌است. منیخوو ۱٬۱۰۰ نفر جمعیت دارد.